# Cynar (equipo ciclista)
El Cynar fue un equipo italiano de ciclismo en ruta que compitió entre 1963 y 1965. Estuvo dirigido por los exciclistas Vasco Bergamaschi y Pasquale Fornara.
Su patrocinador principal fue la marca de bebida italiana Cynar.
Sus éxitos más destacados fueron dos victorias de etapa (1.ª y 16.ª) en el Giro de Italia 1963 por parte de Vittorio Adorni y otras dos en el Giro de Italia 1964 por parte de Rolf Maurer (10.ª) y Bruno Mealli (18.ª).

## Principales resultados
- Coppa Placci: Ercole Baldini (1963)
- Giro de la Romagna: Bruno Mealli (1963)
- Giro de Reggio Calabria: Ercole Baldini (1963), Diego Ronchini (1964)
- Vuelta a Suiza: Giuseppe Fezzardi (1963), Rolf Maurer (1964)
- Tour du Nord-Ouest de la Suisse: Rudolf Hauser (1963), Robert Lelangue (1965)
- Tour de Romandía: Rolf Maurer (1964)
- Giro del Laci: Bruno Mealli (1964)

### En las grandes vueltas
- Giro de Italia
  - 2 participaciones: (1963, 1964)
  - 4 victorias de etapa:
    - 2 el 1963: Vittorio Adorni (2)
    - 2 el 1964: Rolf Maurer, Bruno Mealli

(No participó ni en el Tour de Francia ni en la Vuelta a España).